# Duzong

O imperador Duzong 宋度宗 (1240 - 1274) foi o 15° imperador da dinastia Song (960-1279) da China, e o sexto da dinastia Song meridional. Seu nome pessoal era Zhao Mengqi (趙孟启). Era sobrinho do imperador Lizong e reinou de 1264 a 1274.